# Weidemann GmbH
Pour les articles homonymes, voir Weidemann.

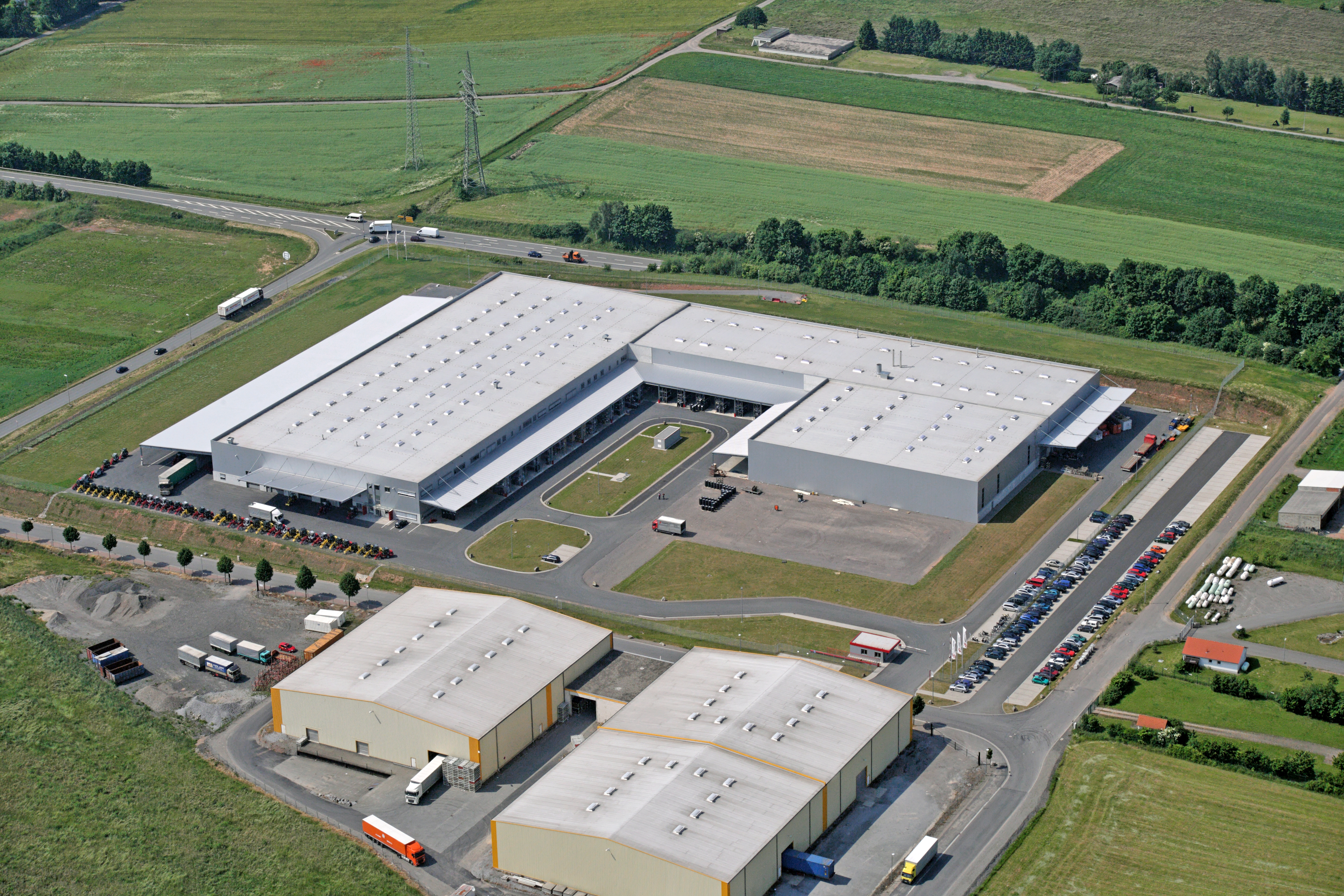
Weidemann usine de production à Korbach

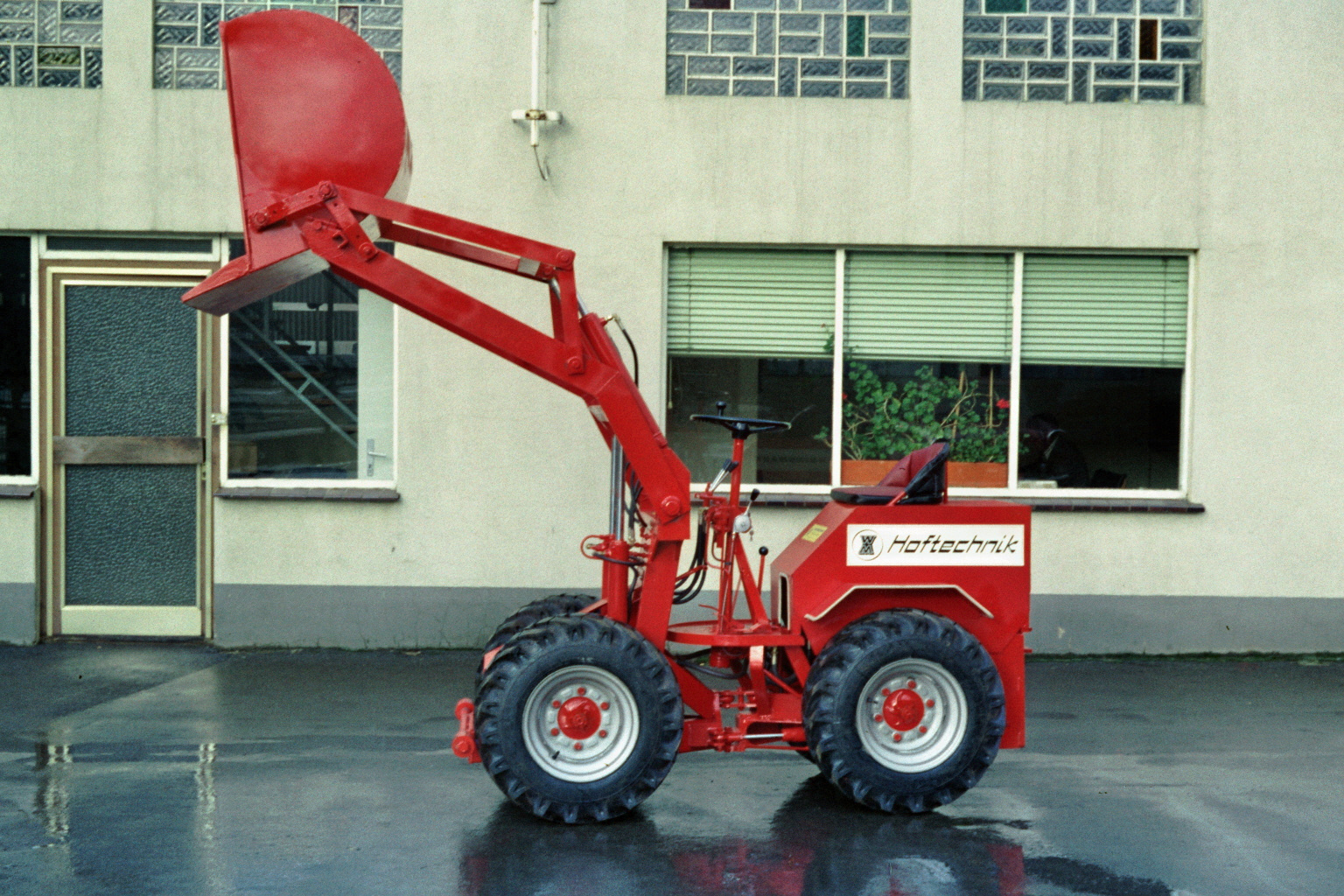
Weidemann Hoftrac WSTS 130 FD de 1974

La société Weidemann GmbH est une société active au niveau international dans la construction de machines agricoles. Son siège social est à Diemelsee-Flechtdorf, dans le district de Waldeck-Frankenberg, dans la région allemande de la Hesse. La société fabrique des chargeuses Hoftrac, chargeuses sur pneus, chargeuses sur pneus télescopiques, et des chargeuses télescopiques classiques qui sont utilisées dans l'exploitation agricole pour nourrir le bétail, répartir le fourrage, ranger, charger et empiler. La société a un site à Diemelsee-Flechtdorf et un autre à Korbach. La société fait partie du groupe Wacker Neuson.

## Histoire
L'usine de machines Weidemann KG est fondée en 1960 à Diemelsee-Flechtdorf (dans la Hesse, en Allemagne). Dans un premier temps, entre 1960 et 1972, la société se concentre sur la production d'équipements pour étables et pour l'évacuation du fumier. En 1972, Weidemann invente la chargeuse Hoftrac, une machine articulée conçue pour les étables basses et étroites.
En 1979, la société change de dénomination sociale et devient Weidemann GmbH und Co. KG. Dans les années suivantes, Weidemann continue son expansion. Début des années 1990, la première société étrangère est fondée aux Pays-Bas et l'exploitation est reprise dans l'usine III de Gotha (Thuringe).
En 2005, l'ancienne société Wacker Construction Equipment AG (aujourd'hui Wacker Neuson SE) reprend la société Weidemann et renforce les capacités de production. En 2007, le site de production est achevé à Korbach. Depuis ce moment,  Weidemann GmbH est une filiale à part entière de Wacker Neuson SE.
La vente des machines Weidemann a lieu dans plus de 30 pays du monde par certaines organisations en collaboration avec les commerçants spécialisés. Weidemann a produit plus de 65 000 machines depuis 1960 (données de 2011).

## Galerie

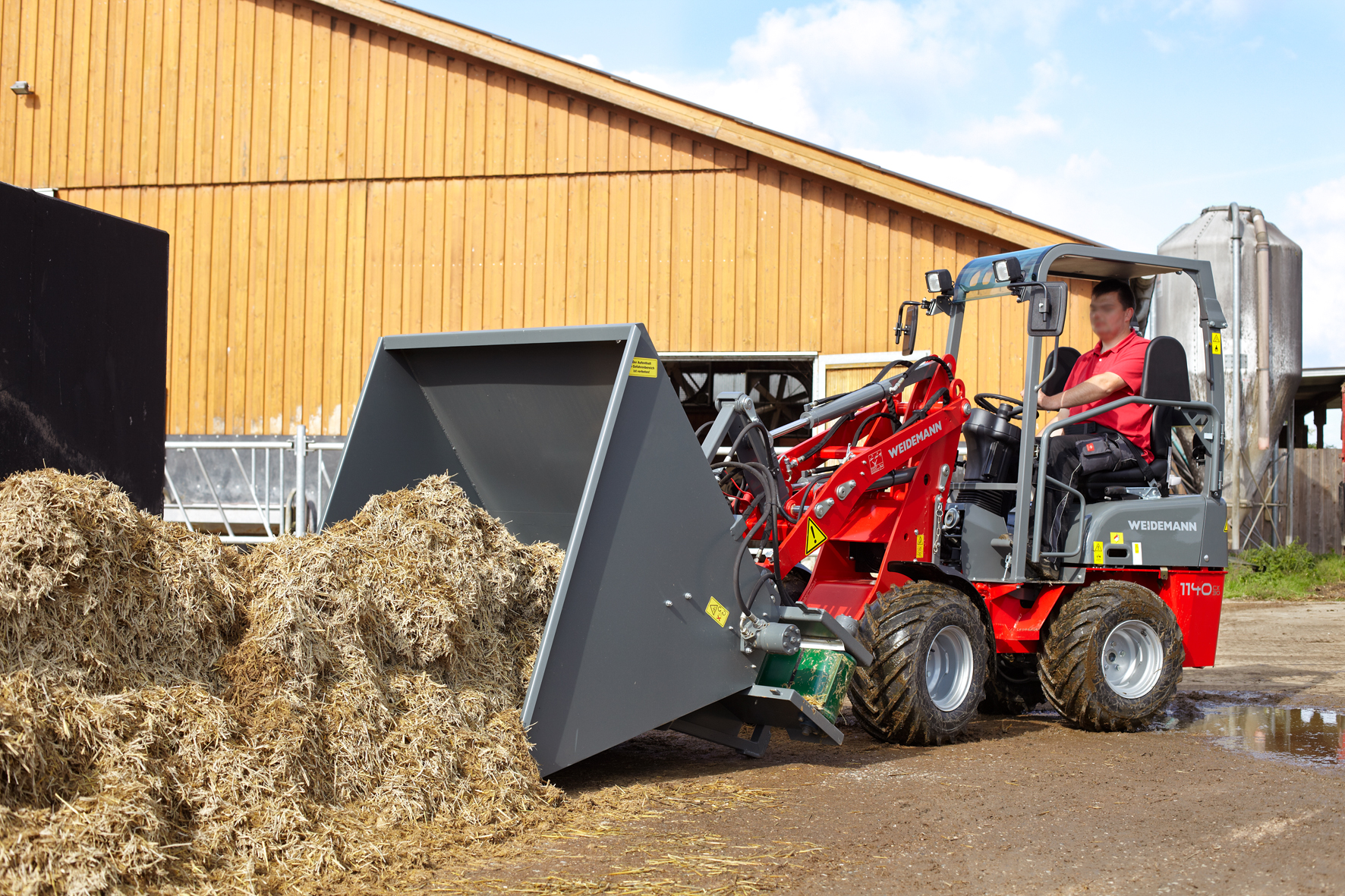
Weidemann Hoftrac 1140 CX30
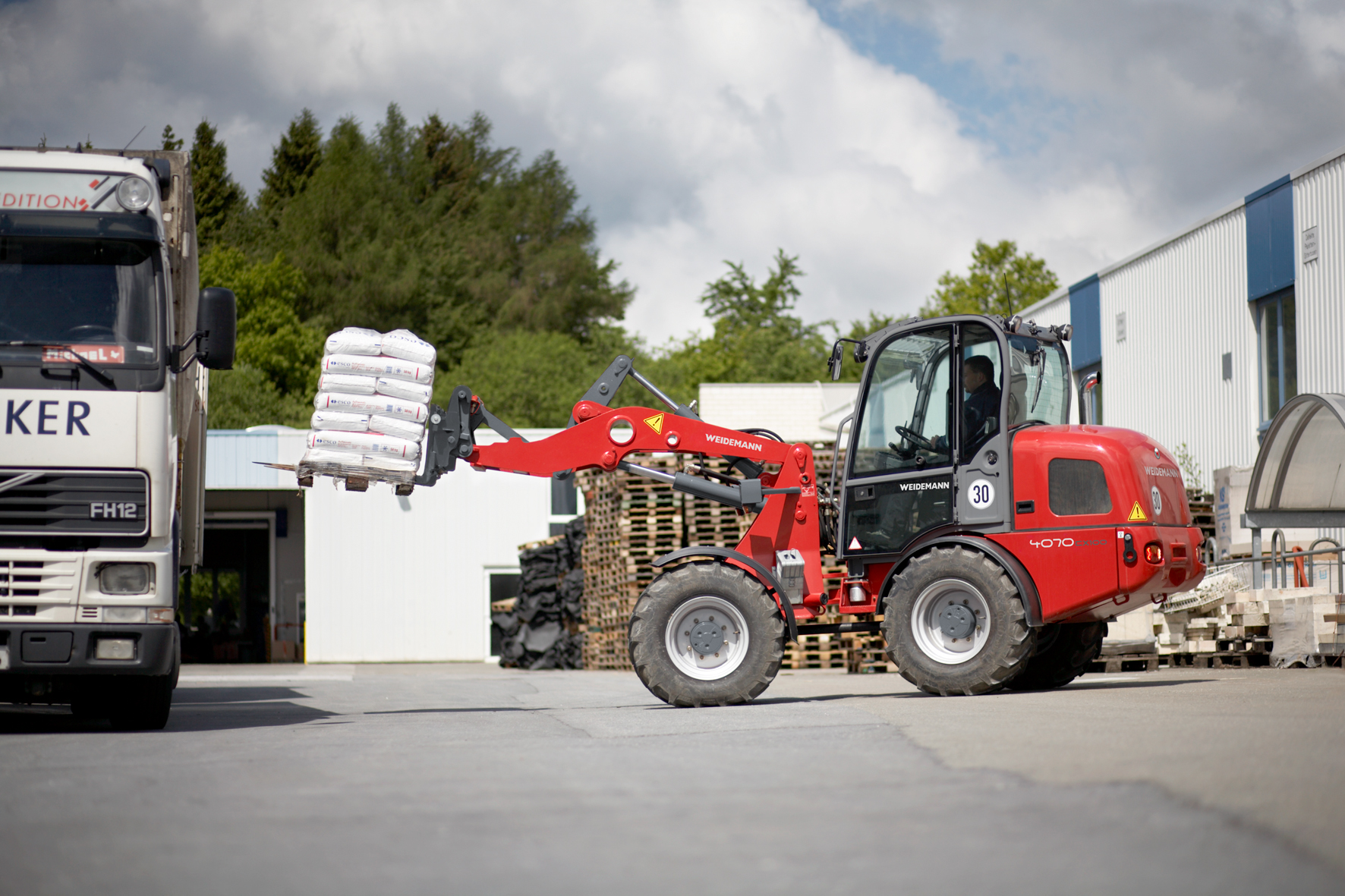
Weidemann Radlader 4070 CX100
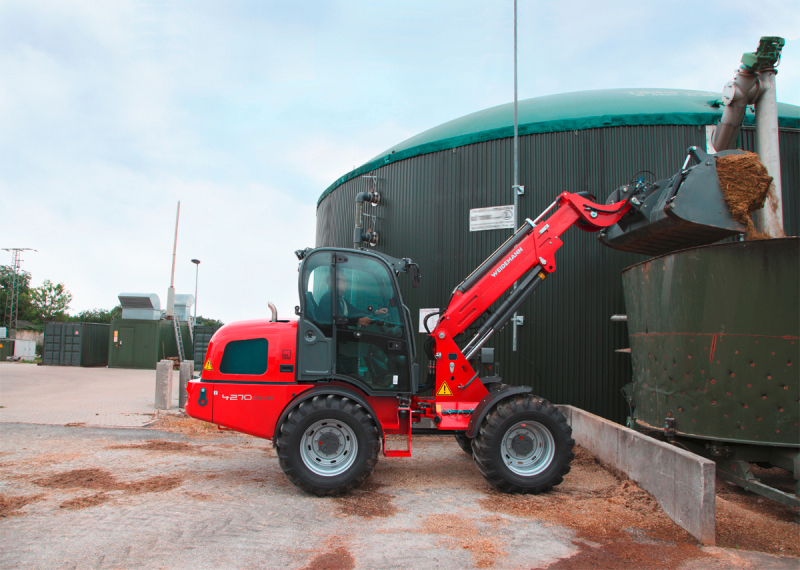
Weidemann Teleskopradlader 4270 CX100 T
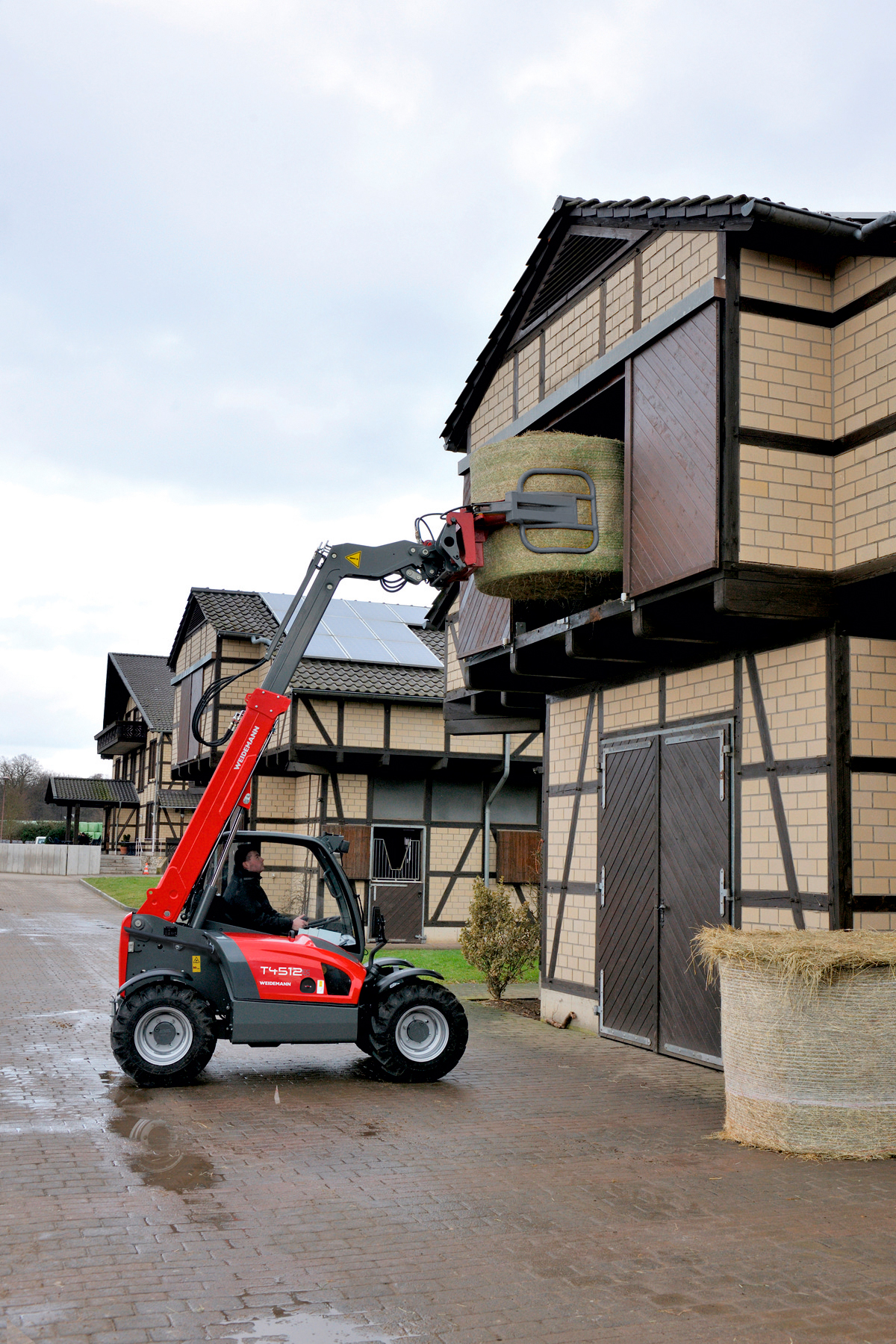
Weidemann Teleskoplader T4512 CC40

## Sites
- Diemelsee-Flechtdorf (administration, construction, essais)
- Korbach (production)

## Reference
1. ↑  bilan de société Wacker Neuson 2017, (PDF)
2. ↑  (en) Wacker completes Acquisition of Weidemann.
3. ↑  (de)[PDF]40 Jahre Weidemann Hoftrac, p. 4.